# Free Standards Group
Free Standards Group — независимая, некоммерческая организация, продвигающая свободное открытое ПО посредством разработки и внедрения стандартов. Один из основных проектов FSG — Linux Standard Base (LSB), а также инициатива интернационализации Linux Internationalization Initiative (Li18nux).
Все стандарты, разработанные Free Standards Group распространяются под открытой лицензией (на данный момент под лицензией GNU без дополнений и инвариантных секций). Тестовые наборы, базовые примеры и другое программное обеспечение распространяется с открытым исходным кодом.
21 января 2007 года Free Standards Group путём слияния с Open Source Development Labs (OSDL) образовало новую организацию — The Linux Foundation.